# Kelly Dulfer
Kelly Dulfer (ur. 21 marca 1994 r. w Schiedamie) – holenderska piłkarka ręczna, reprezentantka kraju, zawodniczka duńskiego klubu København Håndbold, występująca na pozycji lewej rozgrywającej.

## Sukcesy reprezentacyjne
- Mistrzostwa świata:
  -  2015
  -  2017
- Mistrzostwa Europy:
  -  2016
  -  2018

## Sukcesy klubowe
- Mistrzostwa Holandii:
  -  2014-2015 (SV Dalfsen)
- Puchar Holandii:
  -  2014-2015 (SV Dalfsen)
- Mistrzostwa Danii:
  -  2017-2018 (København Håndbold)
- Puchar Danii:
  -  2017 (København Håndbold)